# Astronesthes spatulifer
Astronesthes spatulifer är en fiskart som beskrevs av Gibbs och Mckinney, 1988. Astronesthes spatulifer ingår i släktet Astronesthes och familjen Stomiidae. Inga underarter finns listade.